# 比良駅 (愛知県)
比良駅（ひらえき）は、愛知県名古屋市西区比良三丁目にある、JR東海交通事業城北線の駅。

## 歴史
- 1991年（平成3年）12月1日：開業[1]。

## 駅構造
相対式ホーム2面2線を有する高架駅。無人駅である。自動券売機、エレベーターなどは一切ない。当駅は名古屋市内にあるが、城北線でmanacaやTOICAなどのICカードが使えないため、敬老パスも使えない。

### のりば
| 番線 | 路線     | 方向 | 行先     |
| ---- | -------- | ---- | -------- |
| 1    | 〓城北線 | 下り | 勝川行   |
| 2    | 〓城北線 | 上り | 枇杷島行 |

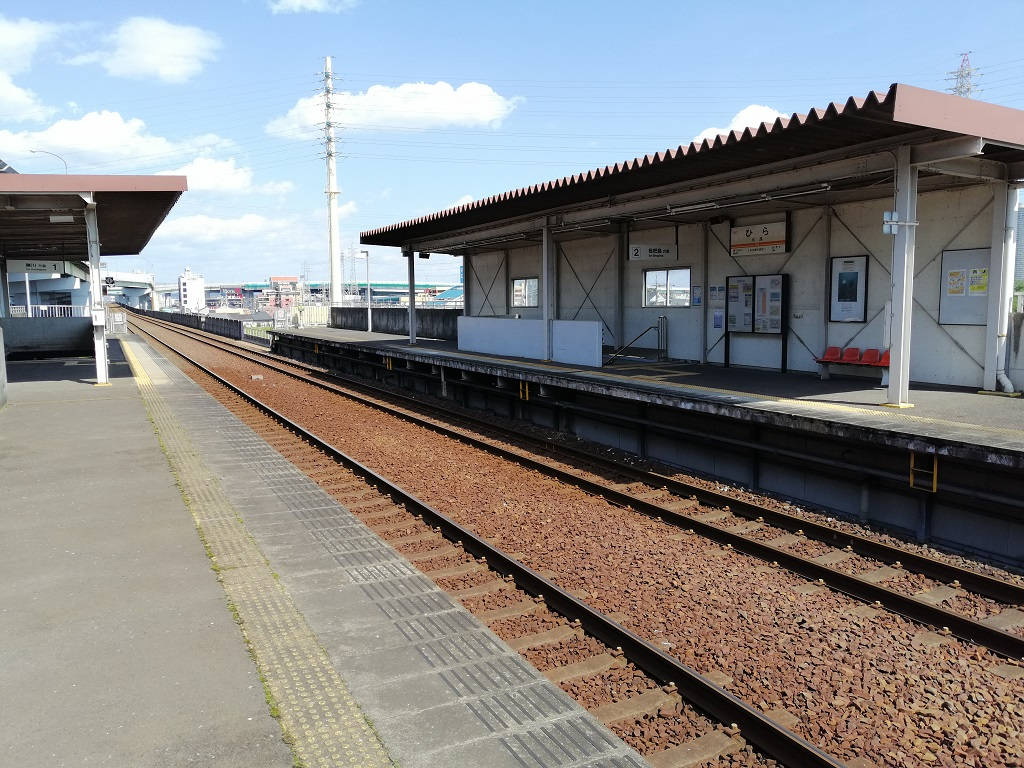
ホーム
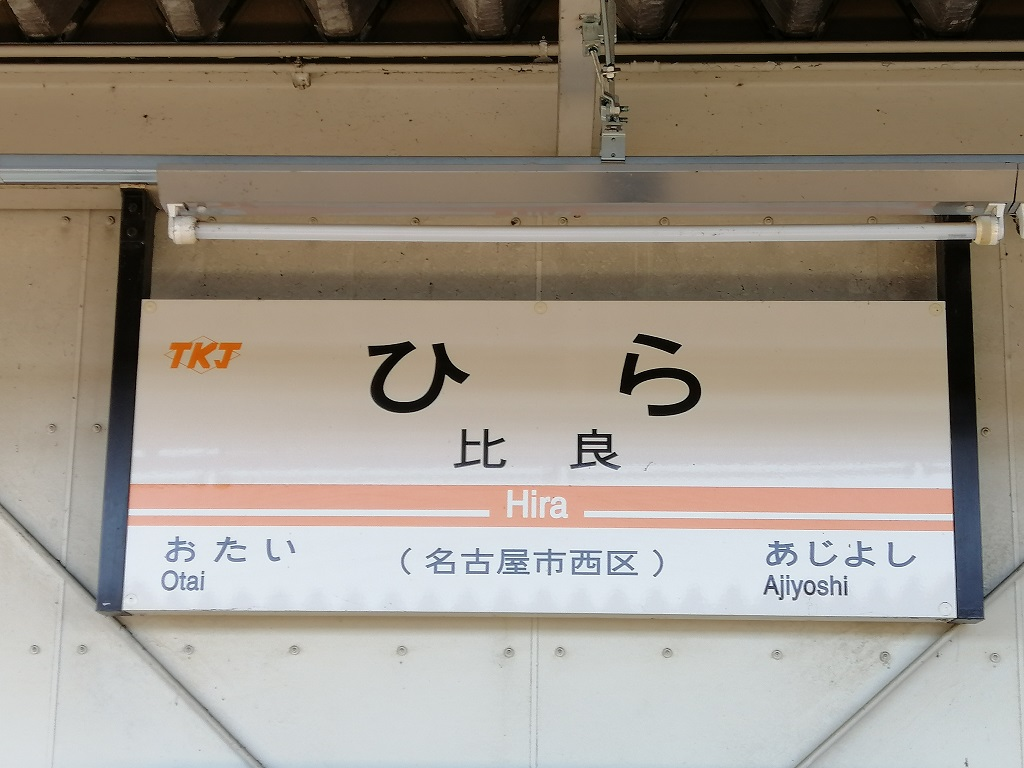
駅名標

## 利用状況
「名古屋市統計年鑑」によると、一日の平均乗車人員は以下の通りである。
- 107人（2008年度）
- 109人（2009年度）
- 110人（2010年度）
- 105人（2011年度）
- 109人（2012年度）
- 109人（2013年度）
- 123人（2014年度）
- 110人（2015年度）
- 106人（2016年度）
- 115人（2017年度）
- 114人（2018年度）
- 116人（2019年度）

名古屋市内の駅であり、名古屋市北区楠支所管内への最寄駅ではあるものの、運行本数が少なく都心へは乗り換えが必要であるため利用者は非常に少ない。名古屋市営バスや近隣の名古屋市営地下鉄鶴舞線 庄内緑地公園駅、名鉄犬山線 上小田井駅を利用する人が多い。

## 駅周辺
交通施設
- 名古屋第二環状自動車道 山田東IC
- 環状2号（名古屋環状2号線、国道302号）
- 空港線（国道41号）
- 愛知県道158号小口名古屋線
- 愛知県道59号名古屋中環状線
- 楠ジャンクション

教育施設
- 名古屋市立比良小学校

名所・旧跡
- 蛇池神社
- 比良城
- 洗堰緑地

その他
- 生鮮館やまひこ 喜惣治店
- MEGAドン・キホーテ名古屋本店
- あいち自動車学校
- 庄内温泉喜多の湯

## バス路線
駅西方の名古屋市営バス比良口停が最寄りとなる。
- 名駅12：名古屋駅行、如意車庫前行｛（後述の2番バス停/4番バス停を通る）早朝便を除き1番停/3番停を通る｝
- 栄11：栄行、如意住宅行、如意車庫前行｛愛知県道158号線・小口名古屋線側のバス停（2番バス停/4番バス停）を通る｝
- 小田11：上小田井駅行、如意住宅行、如意車庫前行｛愛知県道158号線・小口名古屋線側のバス停（2番バス停/4番バス停）を通る｝
- 山田巡回：平田住宅行、如意車庫前行（1番バス停/3番バス停を通る）

## 隣の駅
JR東海交通事業
〓 城北線
味美駅 - 比良駅 - 小田井駅